# Érik Boisse
Érik Boisse (n. 14 martie 1980, Clichy, Île-de-France, Franța) este un fost scrimer francez specializat pe spadă, campion pe echipe la Jocurile Olimpice de vară din 2004. A fost și  vicecampion mondial în 2007 și triplu campion mondial pe echipe (în 2005, 2006 și 2007).
Este fiul lui Philippe Boisse, dublu campion olimpic la spadă.

## Legături externe
- Materiale media legate de Érik Boisse la Wikimedia Commons
- en Érik Boisse la Olympedia.org